# プラム・クリーク (ミネソタ州レッドウッド郡)

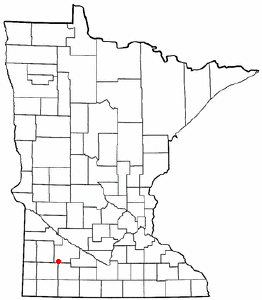
ウォルナットグローブから北西に流れている

プラム・クリーク（英語:Plum Creek）はアメリカ合衆国ミネソタ州レッドウッド郡にある小川で、ウォルナットグローブの近くにある。ウォルナットグローブから北西に向かって流れる。プラム・クリークという名称はこの地域の図書館ネットワーク(en:Plum Creek Library System）にも使われている。

## インガルス一家
この小川は『大草原の小さな家』で有名なインガルス一家の家に近いことで知られており、『プラム・クリークの土手で』に描かれている。